# Década de 1780
Séculos: Século XVII - Século XVIII - Século XIX
Décadas: 1750 1760 1770 - 1780 - 1790 1800 1810
Anos: 1780 - 1781 - 1782 - 1783 - 1784 - 1785 - 1786 - 1787 - 1788 - 1789